# Hotmannspief

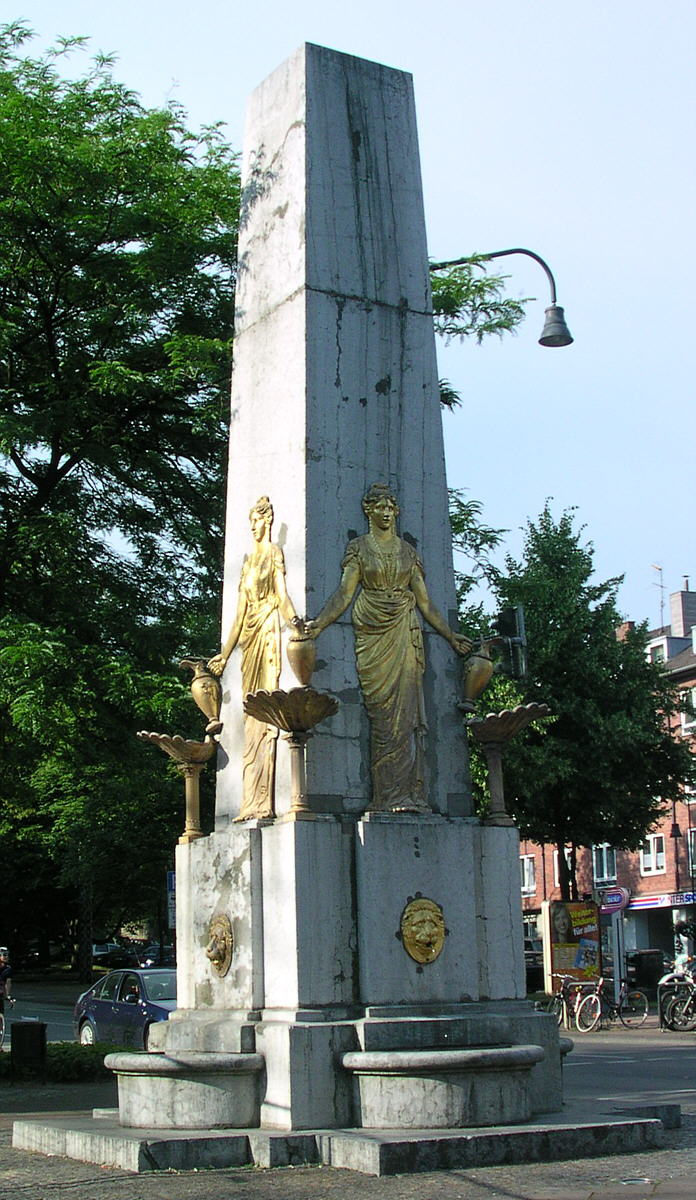
Hotmannspief

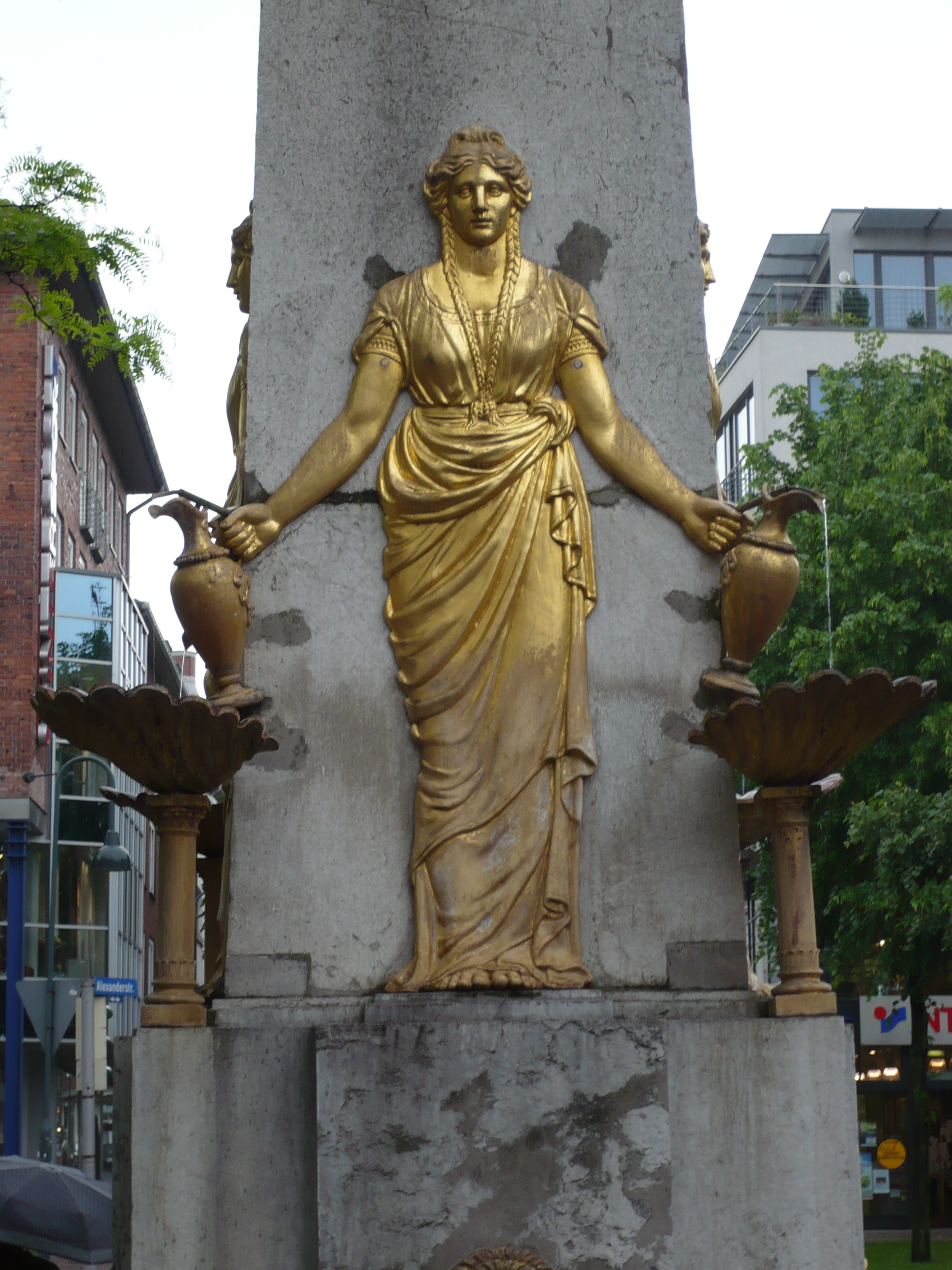
Brunnenfigur

Die Hotmannspief, auch Hotmannspiif (früher Houpmannspeif), ist ein Brunnendenkmal an historischer Brunnenstelle in Aachen, welches 1825 nach Entwürfen von Stadtbaumeister Adam Franz Friedrich Leydel in Form eines Obelisken errichtet und 1830 mit Figuren versehen wurde.
An der Hotmannspief befand sich früher ein einfacher Laufbrunnen, der bereits 1334 in den Aachener Stadtrechnungen verzeichnet wurde. Etwa um 1600 wurde dieser Brunnen durch einen Brunnen mit runder Beckenschale und Pfeileraufsatz ersetzt. Gespeist wurde er aus dem Überlauf der Marktwasserleitungen (mundartlich „Marktpief“ genannt).
Die Herkunft des Namens ist nicht restlos geklärt. Überwiegend wird angenommen, er sei auf die Namen Hotmann, Hautmann, Hauptmann, Houpmann, Hupmann oder Heuftmann zurückzuführen. Bereits 1460 wurde ein Brauhaus „up den Hupman“ im Grafschaftsbuch des Kölntors verzeichnet, das damals in das Eigentum des Regulierherrenklosters gelangte und 1530 vom Prior des Klosters für 1200 Aachener Gulden als „auf den Hoipmann“ verkauft wurde. Ob der Name zunächst der Liegenschaft, einer Familie, einem Haus oder Unternehmen galt, ist nicht geklärt. Heute gilt er nur noch dem Brunnen.
Pief, Piif oder Pyfen bezeichnet in der regionalen Mundart unter anderem ein Rohr und wurde auch für die Endpunkte der Leitungen, sprich die Ausläufe an den Brunnen, benutzt.
Die heutige Form erhielt der Brunnen mit dem 1825 errichteten und 1830 mit den Figuren versehenen Obelisken auf quadratischem Grundriss mit halbrunden Auffangbecken vor den Seiten. Ausgeführt wurde der Brunnen in Blaustein aus den Eynattener Steinbrüchen. Damit wurde nach einem Entwurf des Stadtbaumeisters Leydel die frühere Beckenschale ersetzt.
Die vier gusseisernen, vergoldeten Figuren des Brunnens sind auf allen Seiten gleich. Sie zeigen als Halbrelief Frauen (im Volksmund „Jungfrauen“), die in beiden Händen je eine Kanne halten, aus der sich Wasser in Schalen ergießt. Die insgesamt vier Kannen und Schalen sind über den Ecken des quadratischen Grundrisses so montiert, dass jede Kanne von zwei Frauen gehalten wird, deren Hände an den Henkeln ineinander übergehen. Aus den Schalen fließt das Wasser in den Brunnen und tritt am Sockel unterhalb der Figuren aus Löwenmäulern wieder aus. Dort kann Wasser entnommen werden, bevor es in die Becken am Fuße des Sockels fällt.
Im Sommer 2008 wurden im Zuge einer Sanierungsmaßnahme des Brunnens die Figuren, Löwenköpfe, Schalen und Kannen entnommen und deren Vergoldung erneuert. Des Weiteren wurden Brunnentechnik und Fugen überarbeitet.
Die Hotmannspief gehört zu den Baudenkmälern der Stadt Aachen. Der Brunnen wird in verschiedenen Aachener Balladen („Öcher-Leddche“) besungen.
Der Hotmannspief-Brunnen wurde im Juli 2022 offiziell als Trinkwasserbrunnen zertifiziert und dient seither auch als Trinkbrunnen.